# Liga+ (magazyn)
Liga+ – magazyn sportowy o tematyce piłkarskiej produkowany przez Canal+. Od 1997 roku emitowany na antenie Canal+ Sport, pokazujący skróty ze spotkań polskiej ekstraklasy. Program emitowany jest w trakcie sezonu, najczęściej w sobotę o 22.20 i trwa 90 minut. 
Jego gospodarzami są na zmianę Rafał Dębiński i Remigiusz Kula. W przeszłości program prowadzili Andrzej Twarowski, Tomasz Smokowski czy Michał Wodziński. Najczęstszymi ekspertami programu są byli piłkarze: Kazimierz Węgrzyn, Grzegorz Mielcarski, Tomasz Wieszczycki, Mirosław Szymkowiak, Krzysztof Przytuła, Andrzej Juskowiak i Maciej Murawski. Grono to omawia i analizuje kilkuminutowe skróty z bieżącej kolejki polskiej ekstraklasy.